# Durazzano
Durazzano község (comune) Olaszország Campania régiójában, Benevento megyében.

## Fekvése
A megye délnyugati részén fekszik, 30 km-re északkeletre Nápolytól, 30 km-re nyugatra a megyeszékhelytől. Határai: Cervino, Sant’Agata de’ Goti, Santa Maria a Vico és Valle di Maddaloni.

## Története
A település első említése a 13. századból származik, de egyes történészek szerint, az ókori szamnisz város, Orbitanum utódja lehet. A következő századokban nemesi birtok volt. A 19. században nyerte el önállóságát, amikor a Nápolyi Királyságban felszámolták a feudalizmust.

## Népessége
A népesség számának alakulása:

## Főbb látnivalói
- Santa Maria di Costantinopoli-templom
- Corpo di Cristo-templom
- Sant’Erasmo-templom